# Punta Pescador
Punta Pescador es el nombre que recibe un promontorio o cabo cubierto de una ligera vegetación selvática localizado en el país suramericano de Venezuela, que se ubica en aguas del océano Pacífico  entre la isla de Trinidad (al norte, perteneciente a Trinidad y Tobago) y el territorio del Municipio Tucupita del estado Delta Amacuro, al que pertenece la punta, 290 kilómetros al este de la capital Caracas y 55 kilómetros al noreste del centro geográfico de Venezuela, justo en el Delta del Río Orinoco. Se cree que en el área hay considerables reservas de gas.